# 維德的伊莉莎白
伊丽莎白（德語：Elisabeth，1843年12月29日—1916年3月2日）是维德-新维德家族的公主和罗马尼亚王后。她的丈夫是国王卡罗尔一世。
英国的维多利亚女王希望十六岁的伊丽莎白能成为她继承人爱德华七世的妻子并拜托長女普鲁士王储妃维多利亚多加留意伊丽莎白在柏林宫廷的行为。最终因为爱德华对她的照片并没有兴趣而放弃。
1861年，伊丽莎白在柏林认识了卡罗尔一世并在八年后结婚。两人的独生女玛丽亚在1874年去世。1881年，罗马尼亚王国建国后她被加冕为王后。在罗马尼亚独立战争中，她致力照顾罗马尼亚受伤的士兵。
此外，她也是一名作家。以「Carmen Sylva」为笔名，她以德语、罗马尼亚语、法语和英语寫作。